# کالتاجرونه
کالتاجرونه (به ایتالیایی: Caltagirone) یک کومونه در ایتالیا است که در استان کاتانیا واقع شده‌است.

## خصوصیات
کالتاجرونه ۳۸۲ کیلومترمربع مساحت و ۳۹٬۴۷۸ نفر جمعیت دارد و ۶۰۸ متر بالاتر از سطح دریا واقع شده‌است.

## خواهرخوانده
شهرهای سان فرانسیسکو، سن دیگو، Kallikrateia و آرنسبرگ خواهرخوانده‌های کالتاجرونه هستند.